# Meriam Report
Der Meriam Report mit dem offiziellen Titel The Problem of Indian Administration ist eine Untersuchung über die Situation der Ureinwohner in den USA, die 1926 von der  Brookings Institution
in Auftrag gegeben wurde, und von der Rockefeller-Stiftung finanziert wurde. Benannt wurde die Untersuchung nach Lewis Meriam, dem technischen Leiter der Untersuchung. Am 21. Februar 1928 überreichte Lewis Meriam einen 847-seitigen Bericht an den damaligen amerikanischen Innenminister Hubert Work.
Der Bericht führte zu einer kompletten Wende in der Indianer-Politik der Vereinigten Staaten von Amerika. Viele Amerikaner zeigten sich schockiert über den Inhalt der Untersuchung. Laut der Untersuchung lebten die meisten Indianer in Armut. Ihre Behausungen und sanitären Anlagen waren erschreckend, ihre Gesundheit beängstigend. Die Ausbildung in den Internaten für Indianer-Kinder, die meistens weit von den Reservaten entfernt lagen, wurde als zwecklos und kontra-produktiv bezeichnet. Die Internate entfremdeten die Kinder von ihren eigenen Eltern und ihrer eigenen Kultur, da das Sprechen ihrer eigenen Sprache in den Internaten verboten war. Die Indianer seien im Allgemeinen unglücklich und ohne jegliche Hoffnung. Der Bericht sprach Klartext und führte diese triste Situation auf die Assimilierungspolitik der letzten Jahrzehnte zurück. Zielte die Politik zuvor auf die Eingliederung der Ureinwohner in die von Weißen dominierte amerikanische Individual-Gesellschaft, so führte die Untersuchung zu einer Wende. Am 18. Juni 1934 unterzeichnete Präsident Franklin D. Roosevelt ein neues Gesetz, den Indian Reorganization Act, mit dem von der Assimilierungs-Philosophie zu einer Politik des kulturellen Pluralismus übergegangen wurde. Aufgrund der Untersuchung wurde die Zerschlagung der Reservate durch den Dawes Act gestoppt. Reservate konnten eigene Verfassungen verabschieden und Regierungen bilden. Schulen entstanden in den Reservaten. Auch ernannte Präsident Roosevelt den bekannten Kritiker und Unterstützer der amerikanischen Ureinwohner John Collier zum Leiter des  Bureau of Indian Affairs der Abteilung im Innenministerium, die zuvor für die Zerschlagung der Reservate verantwortlich gewesen war.